# Австробэйлиецветные
Австробэйлиецве́тные (лат. Austrobaileyáles) — порядок цветковых растений, включающий около 90-100 видов деревьев, кустарников и лиан. Известный представитель порядка — бадьян настоящий, плоды которого используется как пряность.
В системе классификации Кронквиста семейство австробэйлиевые отнесено к порядку Магнолиецветные, а семейства лимонниковые и бадьяновые к порядку Бадьяноцветные.
В системе классификации APG II семейство Лимонниковые можно было делить на два семейства: 
- Лимонниковые (Schisandraceae).
- Бадьяновые (Illiciaceae).

В системе классификации APG III порядок относится к группе базальных покрытосеменных и включает следующие семейства:
- Австробэйлиевые (Austrobaileyaceae). 1—2 вида древесных лиан из Австралии.
- Лимонниковые (Schisandraceae). Несколько десятков видов древесных растений, произрастающих в тропических умеренных климатических районах Восточной и Юго-Восточной Азии и островов Карибского моря.
- Тримениевые (Trimeniaceae). Несколько видов древесных растений, произрастающих в субтропических и тропических климатических районах Юго-Восточной Азии, на востоке Австралии и островах Тихого океана.

В современной системе классификации APG IV порядок относится к кладе Цветковые растения и включает 3 семейства, 5 родов и 90 видов растений:
- Семейство Австробэйлиевые (Austrobaileyaceae), монотипное, включает единственный род Австробэйлия (Austrobaileya) с единственным видом Австробэйлия взбирающаяся (Austrobaileya scandens)
- Семейство Лимонниковые (Schisandraceae), включающее 3 рода и 81 вид растений
- Семейство Тримениевые (Trimeniaceae), монотипное, включающее единственный род Тримения (Trimenia) и 8 видов растений.

### Таксономическое положение[1]
Austrobaileyales Takht. ex Reveal, 1992, Novon 2: 238
Порядок Австробэйлиецветные включается в кладу Цветковые растения. Кладограмма в соответствии с Системой APG IV:
|  |                          |  |                                   | порядок Австробэйлиецветные |  | 3 семейства |  | 5 родов |  | 90 видов |
|  |                          |  |                                   | порядок Австробэйлиецветные |  | 3 семейства |  | 5 родов |  | 90 видов |
|  | клада Цветковые растения |  |                                   |                             |  |             |  |         |  |          |
|  |                          |  |                                   |                             |  |             |  |         |  |          |
|  |                          |  | ещё 63 порядка цветковых растений |                             |  |             |  |         |  |          |
|  |                          |  |                                   |                             |  |             |  |         |  |          |